# Mylène Flicka
Marie-Madeleine Fifamè Akrota, conocida como Mylène Flicka (Benín, 22 de julio de 1996), es una escritora y bloguera beninesa, feminista y fundadora del medio de comunicación Irawo.

## Biografía
Marie-Madeleine Fifamè Akrota nació en Benín en 1996. A los 14 años, escoge su seudónimo, Mylène Flicka (evocando la obra de Mary O'Hara, Mi amiga Flicka), para crearse una cuenta Facebook. Obtiene su bachillerato literario a los 15 años. A los 17 años, crea su primer blog en el cual participa a los debates de fondos relacionados con la vida socioeconómica y cultural de Benín, y llega a ser conocida. Hablaen particular de los derechos de las mujeres, o, por ejemplo, del funcionamiento de la administración.
Luego estudia diplomacia y relaciones internacionales en la Escuela nacional de administración y de la magistratura de Benín pero una primera experiencia en un ministerio resulta decepcionante y decide continuar desarrollando su actividad de hackactivista en internet.A los 18 años, con el fin de contar las historias de los talentos africanos,en particular los jóvenes de los países francófonos, crea el medio de comunicación panafricano Irawo (que significa estrella en nago) cuyo contenido digital es publicado en un sitio web, en una web televisióny en redes sociales, lo que representa una comunidad de más de un millón de personas en el mundo.
En 2018 empieza un MBA en París.
Participa y coordina varias campañas en línea. En 2016 #GiveMeMyCredit (Dame el crédito en español) busca que artistas puedan mantener sus derechos en sus obras y recibir el crédito correspondiente cuando se usan. En 2017 la campaña #FreeMyBoobs (Libera mis tetas en español) promueve que sea aceptable que las mujeres no usen sostenes. En 2018, la campaña #TaxePasMesMo (no impuesto en mis megaoctetos) logra que el gobierno no ponga un impuesto al uso de redes sociales.